# Zeitung für die elegante Welt

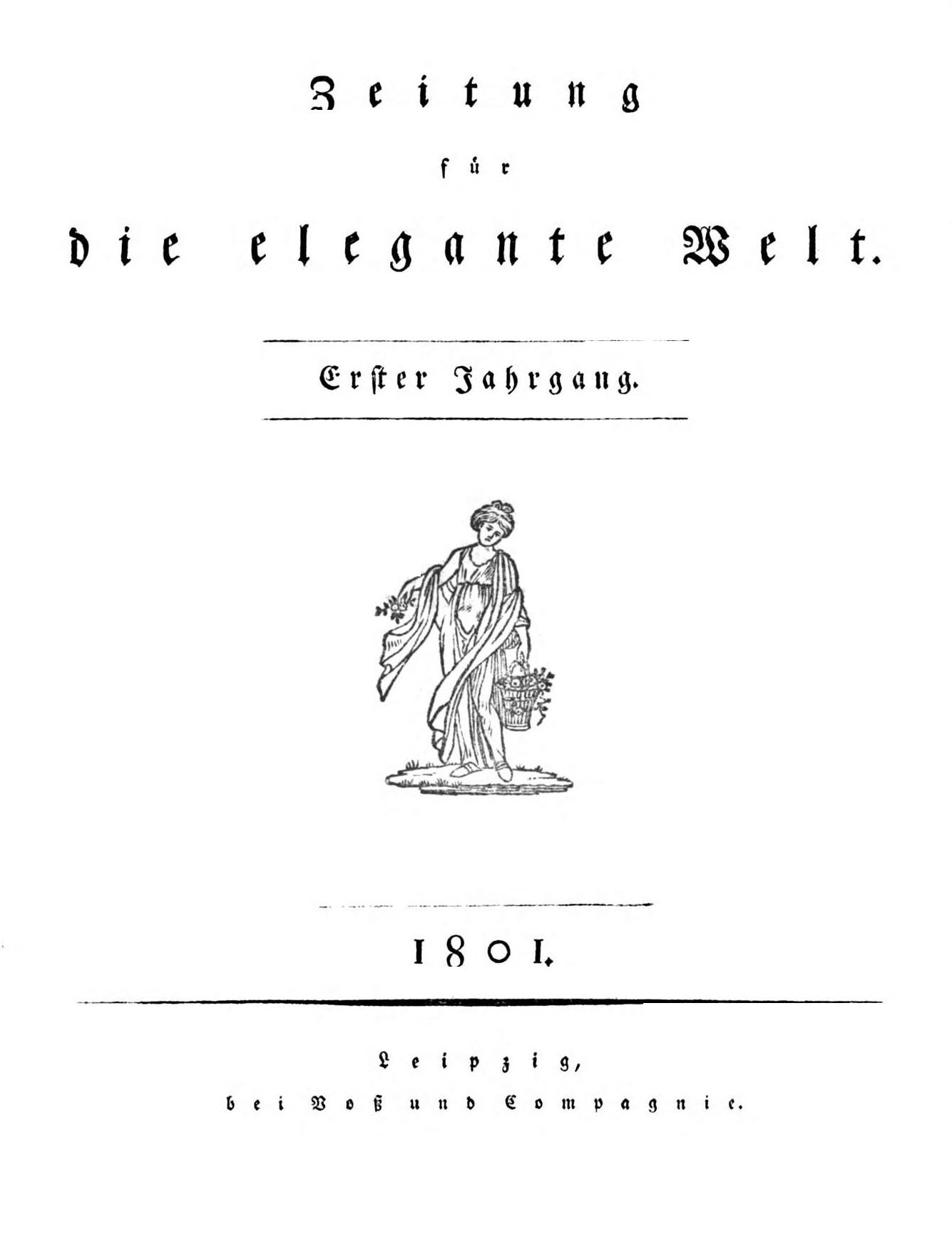

Die Zeitung für die elegante Welt war eine literarisch-kulturelle Zeitschrift, die von 1801 bis 1859 erschien.
Die erste Ausgabe der Zeitung erschien am 1. Januar 1801 in dem Leipziger Verlag von Georg Voss, der später von seinem Sohn  Leopold Voß geleitet wurde. Der Gründungsherausgeber der Zeitung war Johann Gottlieb Karl Spazier. Die Zeitung für die elegante Welt richtete sich an ein breites gebildetes Leserpublikum. Sie gilt als Vorbild für den später weit verbreiteten Typus der Kulturzeitungen, darunter das Morgenblatt für gebildete Stände (Verlag von Friedrich Cotta, Stuttgart). Das Themenfeld der Zeitschrift umfasste neben Literatur, Kunst und Theater auch Bereiche des Konsums, wie Kleidung, Zimmerverzierung und Gartengestaltung. Politische Nachrichten im engeren Sinne wurden zeitweise ausdrücklich aus dem Programm ausgeschlossen. Die Zeitung erschien zunächst dreimal wöchentlich und ab 1806 viermal wöchentlich in zwei Lieferungen mit wechselnden Beiblättern unter verschiedenen Herausgebern und Redakteuren. Die letzte Ausgabe erschien im Jahr 1859.